# Lago Selva

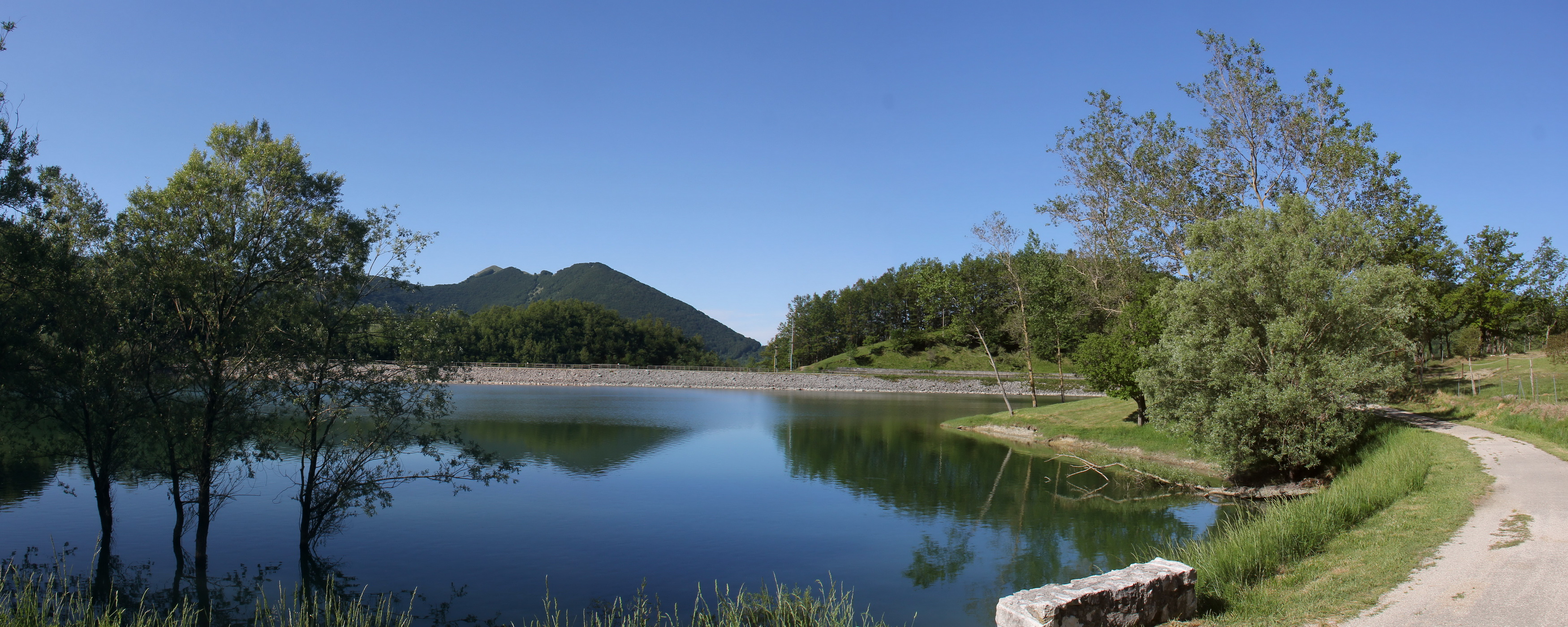
Il lago

Il lago Selva o lago di Cardito è un lago artificiale dell'Italia centrale situato tra il comune di Vallerotonda e il comune di San Biagio Saracinisco. Si è formato con la costruzione negli anni sessanta del bacino idroelettrico a servizio delle centrali idroelettriche dell'Enel del lago di Grotta Campanaro e di Cassino.

## Etimologia
Prende il nome dalla località La Selva, frazione di Cardito, comune di Vallerotonda.

## Descrizione
Le acque sono relativamente profonde, limpide e non raggiungono temperature elevate. Il bacino, circondato da montagne coperte da fitte foreste, si trova in una zona climatica paragonabile a quote più alte.
Il lago è costeggiato dalla strada statale 627.

## Fauna ittica
Nelle sue acque trovano un ambiente favorevole cavedani, carpe, alborelle, scardole, tinche e persici reali. La temperatura non troppo elevata permette la sopravvivenza di trote fario.

## Attività turistiche
Lungo le sponde è stato allestito un campeggio per ospitare i turisti che visitano il lago soprattutto durante la stagione estiva con area pic-nic, postazioni barbecue, ristorante-pizzeria e bar-paninoteca.

## Attività sportive
Nel bacino sono praticate alcune attività sportive:
- Pesca sportiva
- Mountain bike
- Calcetto
- Tennis
- Pallacanestro
- Pedalò
- Canoa
- Trekking
- Birdwatching

## Festività
Tra il 13 e il 15 agosto si svolge la festa "Vivere il Lago".